# ریکاردو لا ولپ
ریکاردو لا ولپ (انگلیسی: Ricardo La Volpe؛ زادهٔ ۶ فوریهٔ ۱۹۵۲) دروازه‌بان و مربی فوتبال پیشین آرژانتینی است. این دروازه‌بان که با تیم ملی فوتبال آرژانتین موفق به قهرمانی در جام جهانی شده است، بیشتر دوران بازی خود را در آرزانتین و مکزیک گذرانده است.
از باشگاه‌هایی که در آن بازی کرده‌است، می‌توان به سن لورنزو و بانفیلد اشاره کرد.